# Ligabino
Ligabino (Ligabueino andesi) – dinozaur z grupy ceratozaurów (Ceratosauria).
Żył w okresie wczesnej kredy (ok. 132-127 mln lat temu) na terenach Ameryki Południowej. Długość ciała ok. 70 cm, wysokość ok. 30 cm. Jego szczątki znaleziono w Argentynie (w prowincji Neuquén.
Opisany na podstawie fragmentarycznego szkieletu. Był jednym z najmniejszych ceratozaurów.